# 四川北路公园
四川北路公园，简称川北公园，是一座位于中国上海市虹口区四川北路街道四川北路1428号的绿地公园。公园的东北角与爱思儿童公园隔虹口港相望。公园为开放式绿地，24小时免费开放。

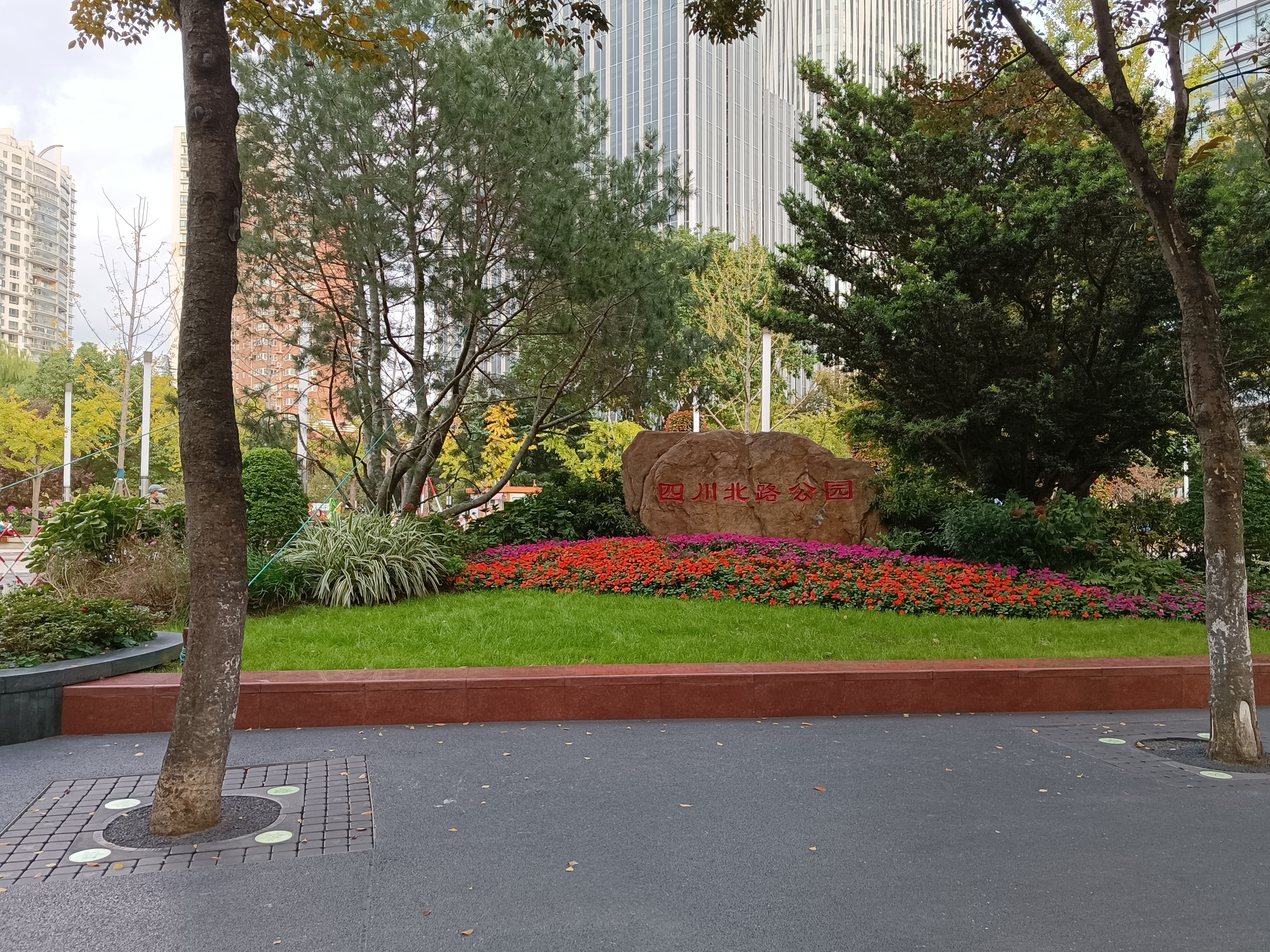
“四川北路公园”石刻

## 历史
四川北路公园作为四川北路商业街“突出重点，发展两翼”的开发项目之一，于2002年1月动工建设，同年9月建成开放，占地4.2万平方米。虽然公园最初建设的名义为四川路绿地，但是其景观布置完全按照公园规格布置。2009年，曾在公园内举办上海酒节，当时一度提出建设“酒主题公园”，后无下文。2011年建党90周年，由于中共四大原会址附近已被建设为居民区，虹口区政府提供四川北路公园作为建设中共四大纪念馆的场地，2012年开放。2018年，公园外围增设了一条人行步道。

## 公园设施

### 中共四大纪念馆
中共四大纪念馆位于四川北路公园中央，于2011年动工，2012年9月7日开馆。四大纪念馆与中共一大、二大纪念馆一同被列为国家5A级旅游景区。

### 海派文化中心
海派文化中心位于中共四大纪念馆建筑内，并由纪念馆运营，但名义上为独立的展览馆。2017年6月15日开放，是上海第一座以“海派文化”命名的展览馆。

### 地下停车场
位于公园地下，占地约15000平方米，设306个停车泊位。该停车场为上海市第一人民医院职工提供错峰共享停车。

## 相关事件
四川北路公园曾有较长一段时间存在娱乐活动噪音扰民的问题。早在2012年，有关部门就曾对卡拉OK摊进行过整治。不过至2018年，上述问题仍然存在，但公园管理部门、城管部门称“只能劝阻”，没有执法权。